# Runaway Bay
La ville de Runaway Bay est située dans le comté de Wise, dans l’État du Texas, aux États-Unis. Sa population s’élevait à 1 286 habitants lors du recensement de 2010, estimée à 1 467 habitants en 2016.
Runaway Bay fait partie de l’agglomération de Dallas-Fort Worth.

## Source
- (en) Cet article est partiellement ou en totalité issu de l’article de Wikipédia en anglais intitulé « Runaway Bay, Texas » (voir la liste des auteurs).